# Hoàng Long (Tứ Xuyên)
Hoàng Long (giản thể: 黄龙; phồn thể: 黃龍; bính âm: Huánglóng; nghĩa đen 'rồng vàng') là một danh lam thắng cảnh và di tích tự nhiên nằm tại khe núi Hoàng Long thuộc huyện Tùng Phan, châu A Bá, phía bắc tỉnh Tứ Xuyên, Trung Quốc. Nó nằm ở phần phía nam của dãy núi Dân Sơn, cách 370 km (230 dặm) về phía bắc-tây bắc của thủ phủ của tỉnh là Thành Đô.. 
Khu vực này được biết đến với những hồ nước đầy màu sắc của nó được hình thành địa chất lắng đọng canxit và các lớp đất đá tạo thành những con đê chắn, cũng như hệ sinh thái rừng đa dạng, những đỉnh núi phủ tuyết trắng, thác nước và suối nước nóng. Hoàng Long còn là nơi có nhiều loài động vật quý hiếm của Tứ Xuyên bao gồm Gấu trúc lớn và Voọc mũi hếch vàng. Năm 1992, Thắng cảnh Hoàng Long đã được UNESCO công nhận là một Di sản thế giới.

## Danh lam thắng cảnh
Khe núi đá vôi ở Hoàng Long dài hơn 7 km và rộng hơn 300 mét được bao quanh bởi rừng già. Thắng cảnh Hoàng Long nổi bật bởi tiến hóa địa chất hàng ngàn năm tạo thành rất nhiều cảnh quan độc đáo về địa chất địa hình. Nhờ dòng nước lạnh giá từ tuyết của đỉnh núi gần đó bị ngưng đọng bởi đất đá, cấu trúc địa chất dung nham thạch có nồng độ cao calci cùng điều kiện khí hậu giống như núi cao phía bắc và ánh sáng mặt trời nên các dòng suối chảy qua các khe núi bào mòn các lớp đá và lắng đọng lại đã tạo thành cảnh quan đá vôi nổi tiếng này. Trong núi có hơn 3.000 hồ nước và suối nhỏ xanh như ngọc. Các hồ này chảy xuống gần như kiểu ruộng bậc thang. Hồ lớn nhất của thế rộng tới hàng mẫu, còn nhỏ thì bằng cái chậu nhưng tất cả đều có màu xanh lung linh với những đê chắn uốn lượn màu vàng. Chính vì thế mà hệ thống hồ trong khu danh thắng Hoàng Long được mệnh danh là "nhân gian dao trì" tức là hồ quý chốn nhân gian.
Hoàng Long có diện tích 1.830 km 2, nằm ở độ cao 1700 - 5588 mét. Khu vực danh lam thắng cảnh chính bao gồm:
- Thung lũng Hoàng Long (黄龙沟): Là một thung lũng dài 3,6 km và được cho là giống như một con rồng vàng khổng lồ uốn lượn qua những ngọn núi phủ tuyết trắng của thung lũng. Các cảnh quan chính là các hồ nước ngũ sắc và các thác nước, hang động đá vôi. Điểm tham quan chính, dòng nước bắt đầu chảy từ ngôi đền Phật giáo cổ ở phía trên của thung lũng và kết thúc tại một hồ nước nhỏ ở phía bắc, với chiều dài là 2,5 km, rộng từ 30-170 mét.
- Đan Vân Hạp (丹云峽)
- Thung lũng Mưu Ni (牟尼沟)
- Đỉnh Tuyết Bảo (雪宝鼎): Là một đỉnh núi cao 5.588 mét
- Dãy Tuyết Sơn (雪山梁): Với điểm cao nhất đạt 4.007 mét, trên đường từ Sân bay Hoàng Long Cửu Trại tới Thung lũng Hoàng Long.

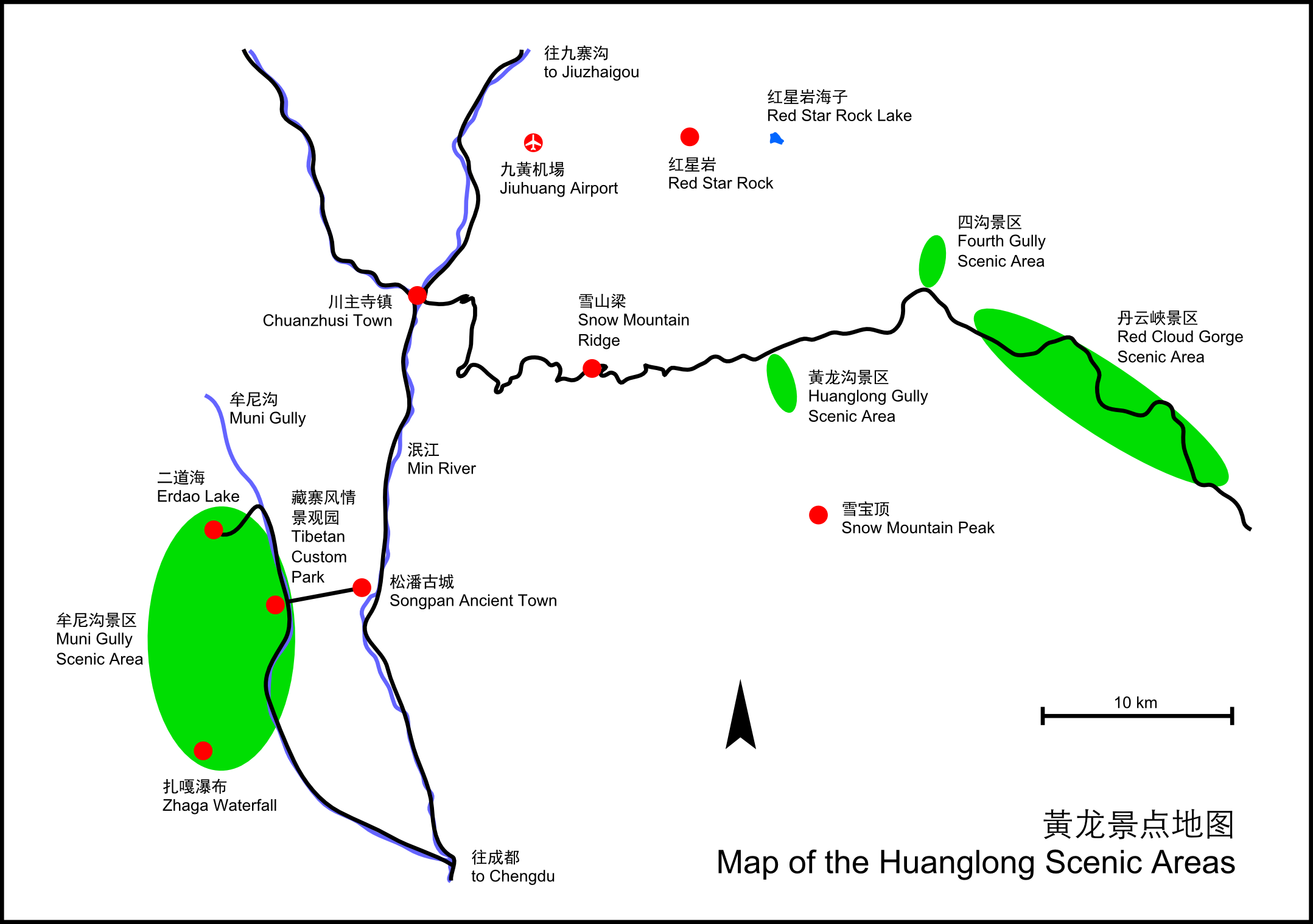
Khu vực danh thắng Hoàng Long

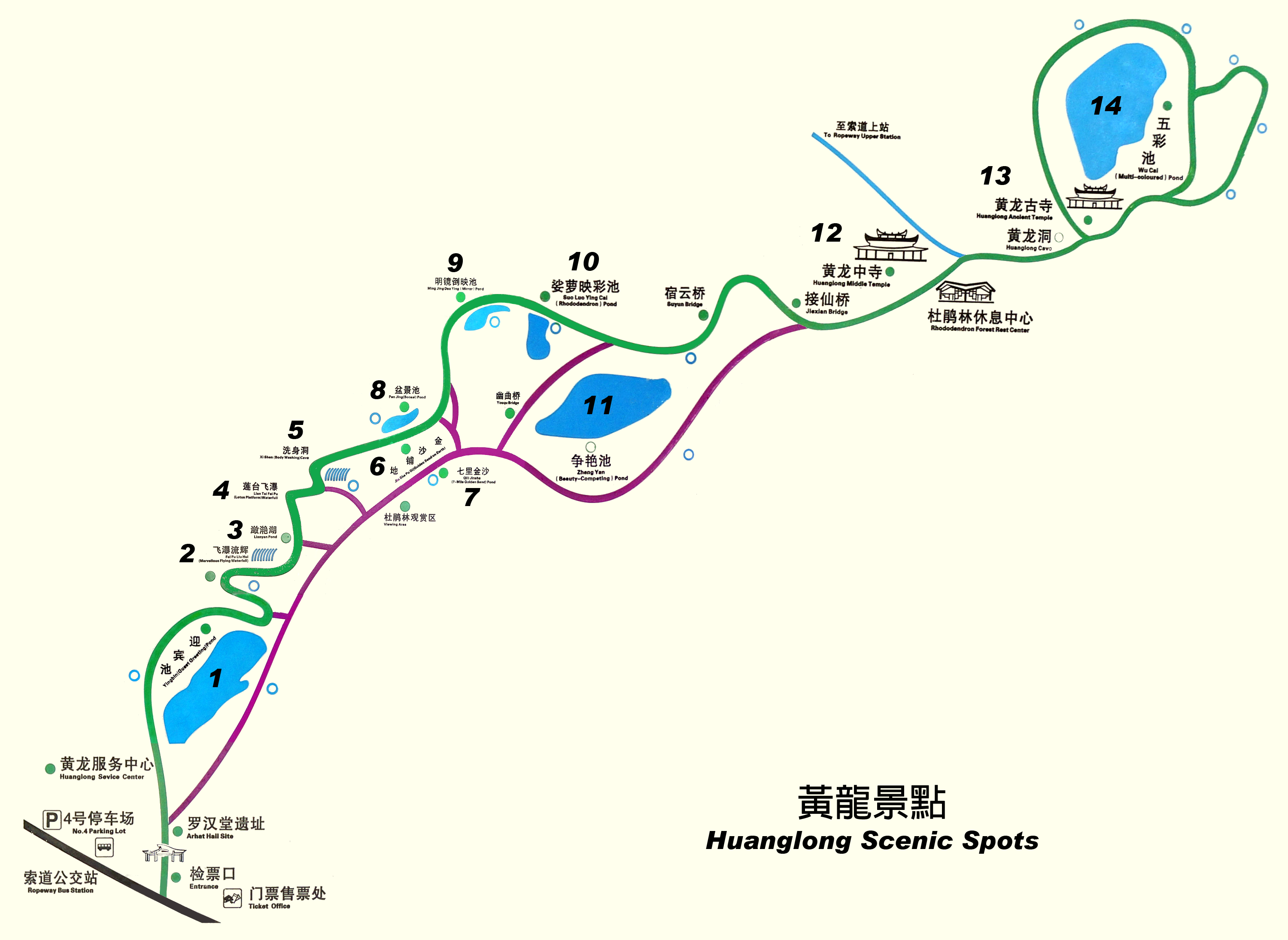
Bản đồ Thung lũng Hoàng Long

- Hồng Tinh Nham (红星岩)
- Tứ Câu (四沟)

|    | Danh lam tại Thung lũng Hoàng Long | Độ cao so với mực nước biển | Mô tả                     | Hình ảnh |
| -- | ---------------------------------- | --------------------------- | ------------------------- | -------- |
| 1  | Hồ Nghênh Tân (迎賓池)             | 3230 mét                    | 350 hồ nhỏ                |          |
| 2  | Thác Lưu Huy (飛瀑流輝)            | 3.245 mét                   | Cao 14 mét và rộng 68 mét |          |
| 3  | Liễm Diễm Hồ (瀲灩湖)              |                             |                           |          |
| 4  | Thác Liên Đài (蓮台飛瀑)           | 3.260 mét                   | Cao 45 mét và rộng 19 mét |          |
| 5  | Tẩy Thân Động (洗身洞)             | 3.280 mét                   | Cao 10 mét và rộng 40 mét |          |
| 6  | Kim Sa Phô Địa (金沙鋪地)          | 3.305 mét                   | Dài 1.300 mét             |          |
| 7  | Thất Lý Kim Sa (七里金沙)          | 3.400 mét                   |                           |          |
| 8  | Hồ Bồn Cảnh (盆景池)               | 3320 mét                    | 330 hồ nhỏ                |          |
| 9  | Hồ Gương (明鏡倒映池)              | 3.400 mét                   | 180 hồ nhỏ                |          |
| 10 | Hồ Sa La Ánh Thái (娑蘿映彩池)     | 3.415 mét                   | 400 hồ nhỏ                |          |
| 11 | Tranh Diễm Trì (爭豔池)            | 3.414 mét                   | 658 hồ nhỏ                |          |
| 12 | Hoàng Long Trung Tự (黃龍中寺)     |                             |                           |          |
| 13 | Hoàng Long Cổ Tự (黃龍古寺)        | 3568 mét                    |                           |          |
| 14 | Hồ Ngũ Thái (五彩池)               | 3576 mét                    | 693 hồ nhỏ                |          |

## Thông tin du lịch
- Nhiệt độ khu Hoàng Long cao nhất là vào tháng 7 và 8 hằng năm, từ 10 đến 12 độ C.
- Không khí thì loãng hơn khu Cửu Trại Câu, đối với người hơi yếu khi vào sâu trong khu sẽ có cảm giác khó thở, nhưng bên trong sẽ có nơi cung cấp oxy.
- Giá vé vào cổng cho 1 người sẽ là 200 NDT, và vé cáp treo đi lên là 80 NTD. Khu bên trong sẽ có một nhánh tham quan.

## Hình ảnh khác

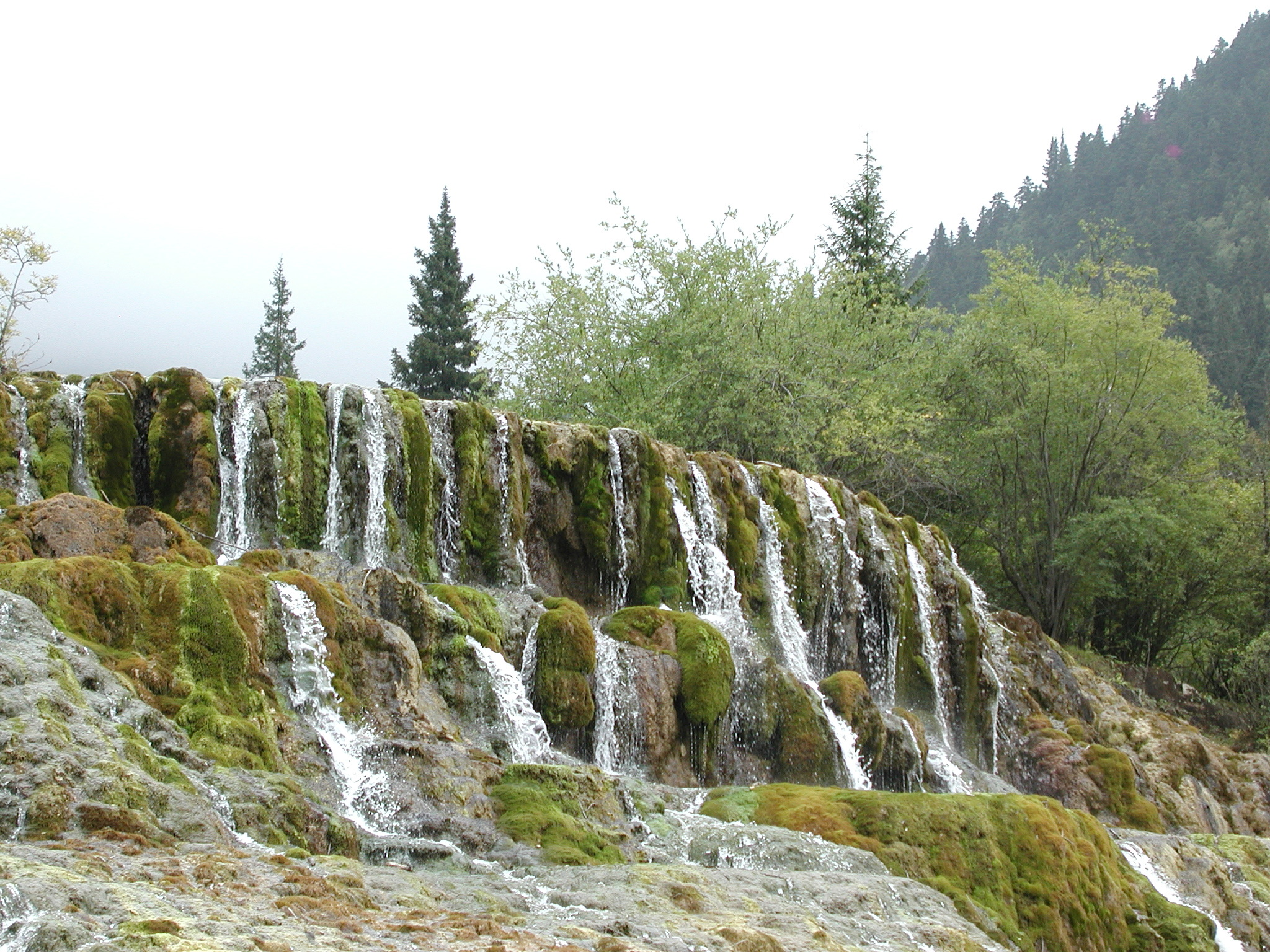
Thác nước
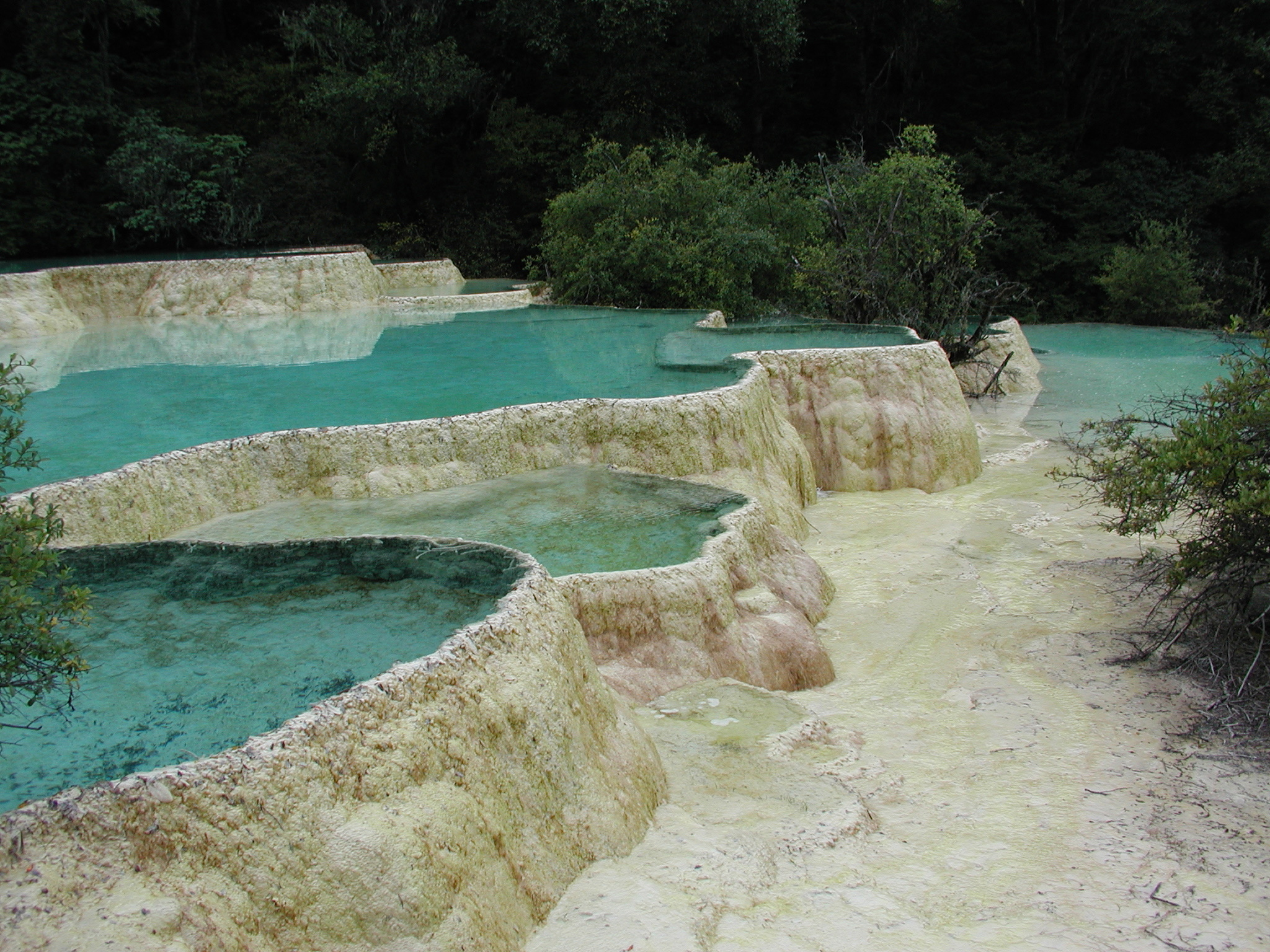
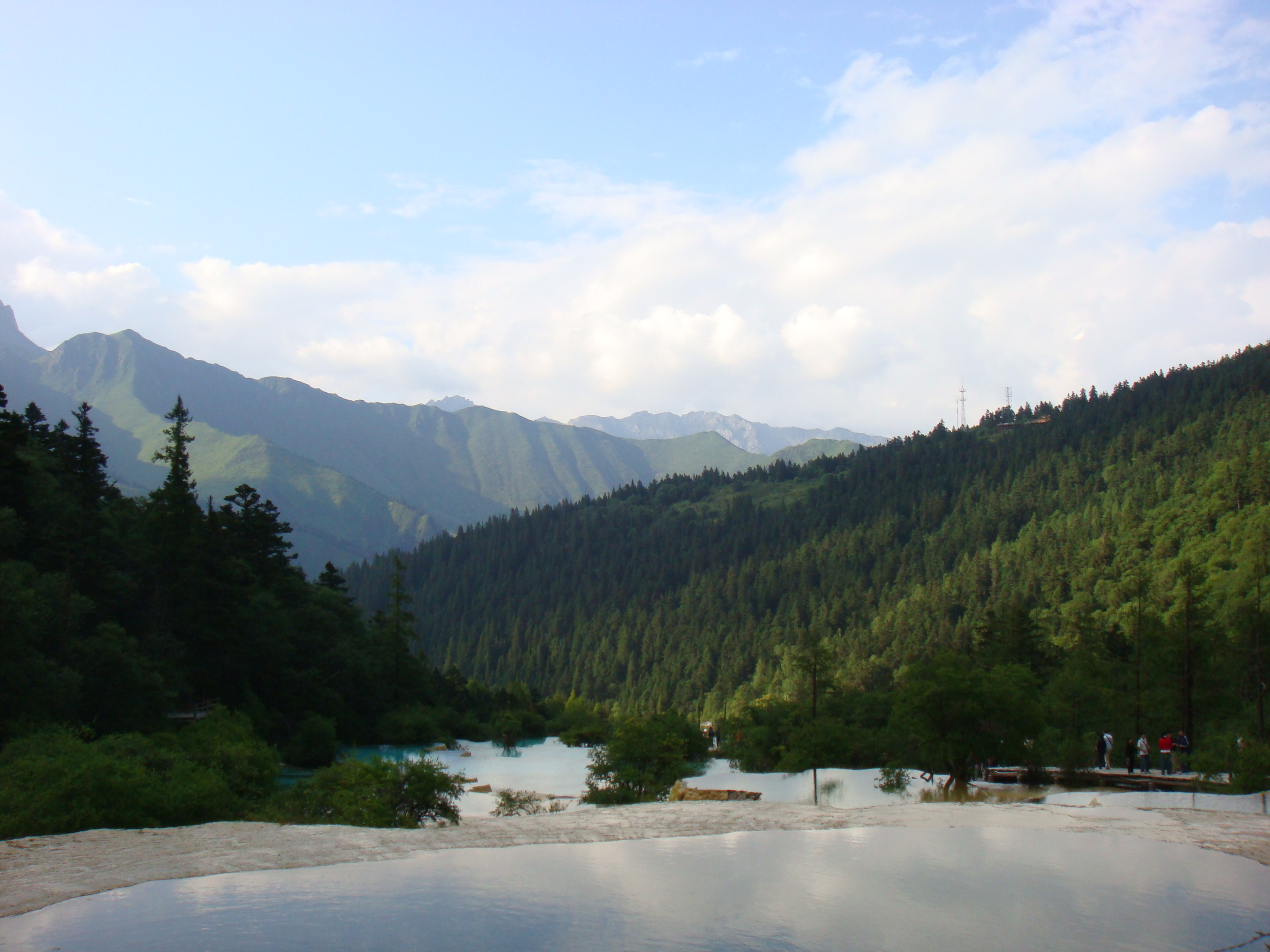
Khu vực hồ ngũ sắc
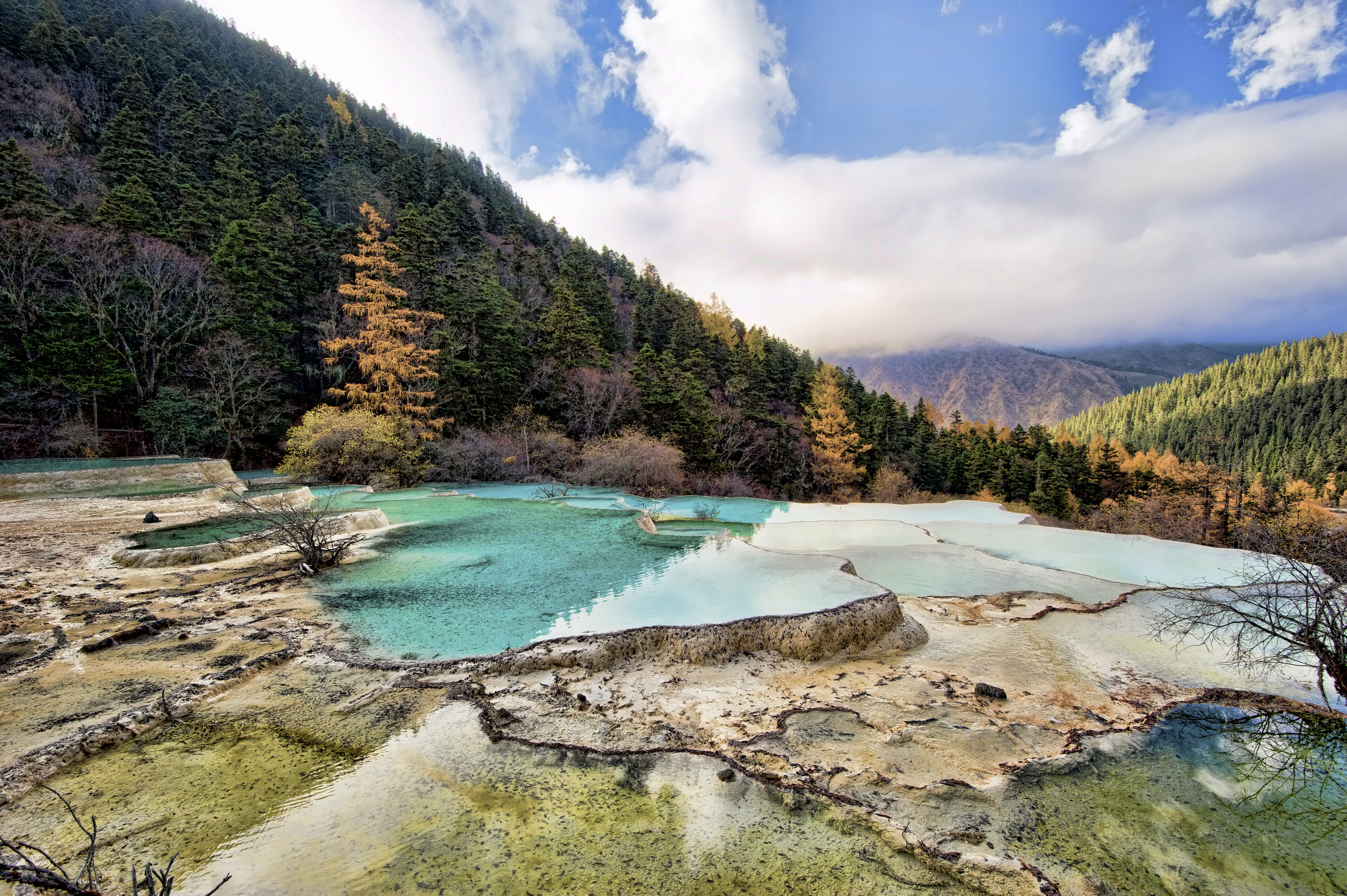
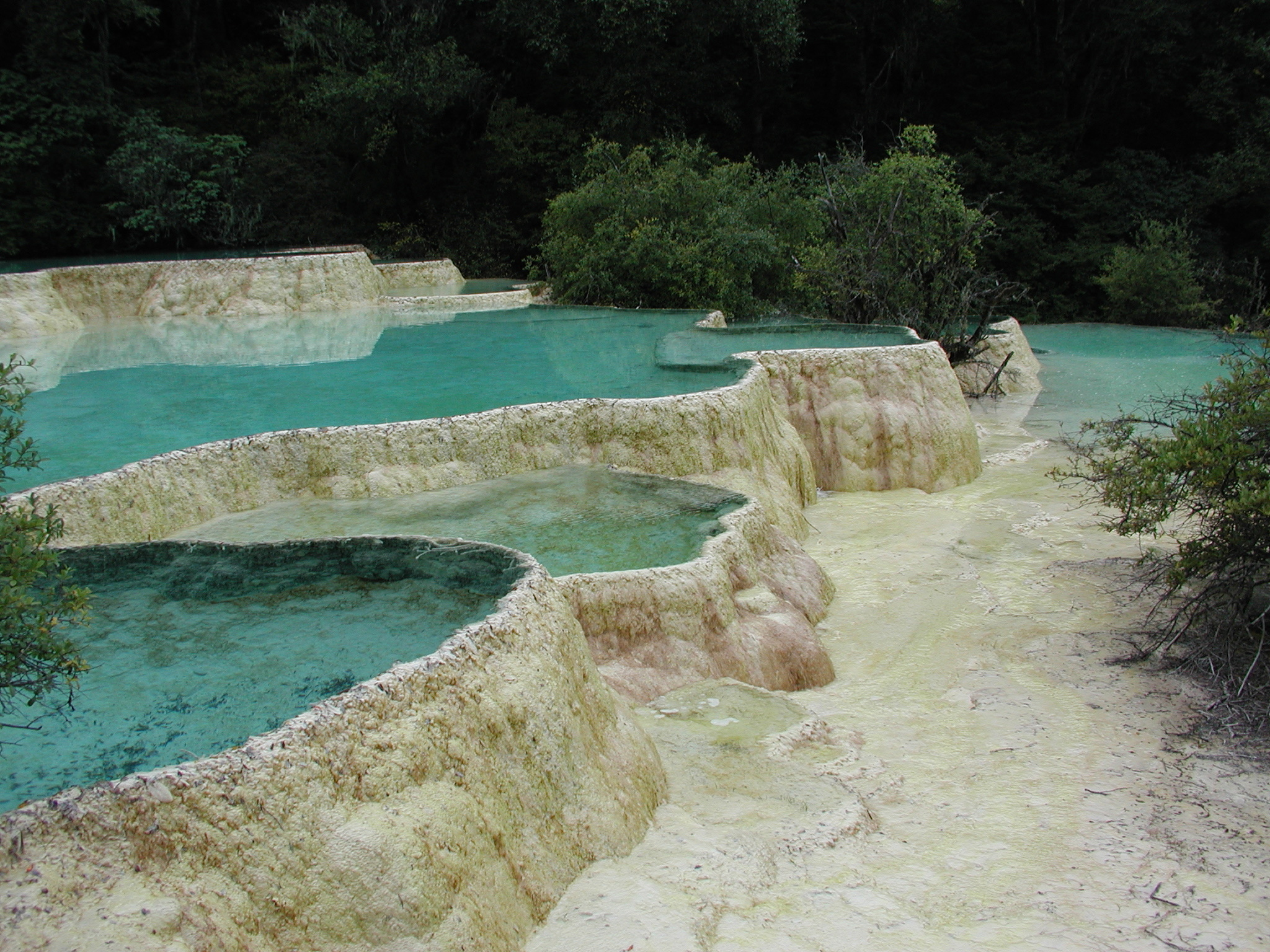
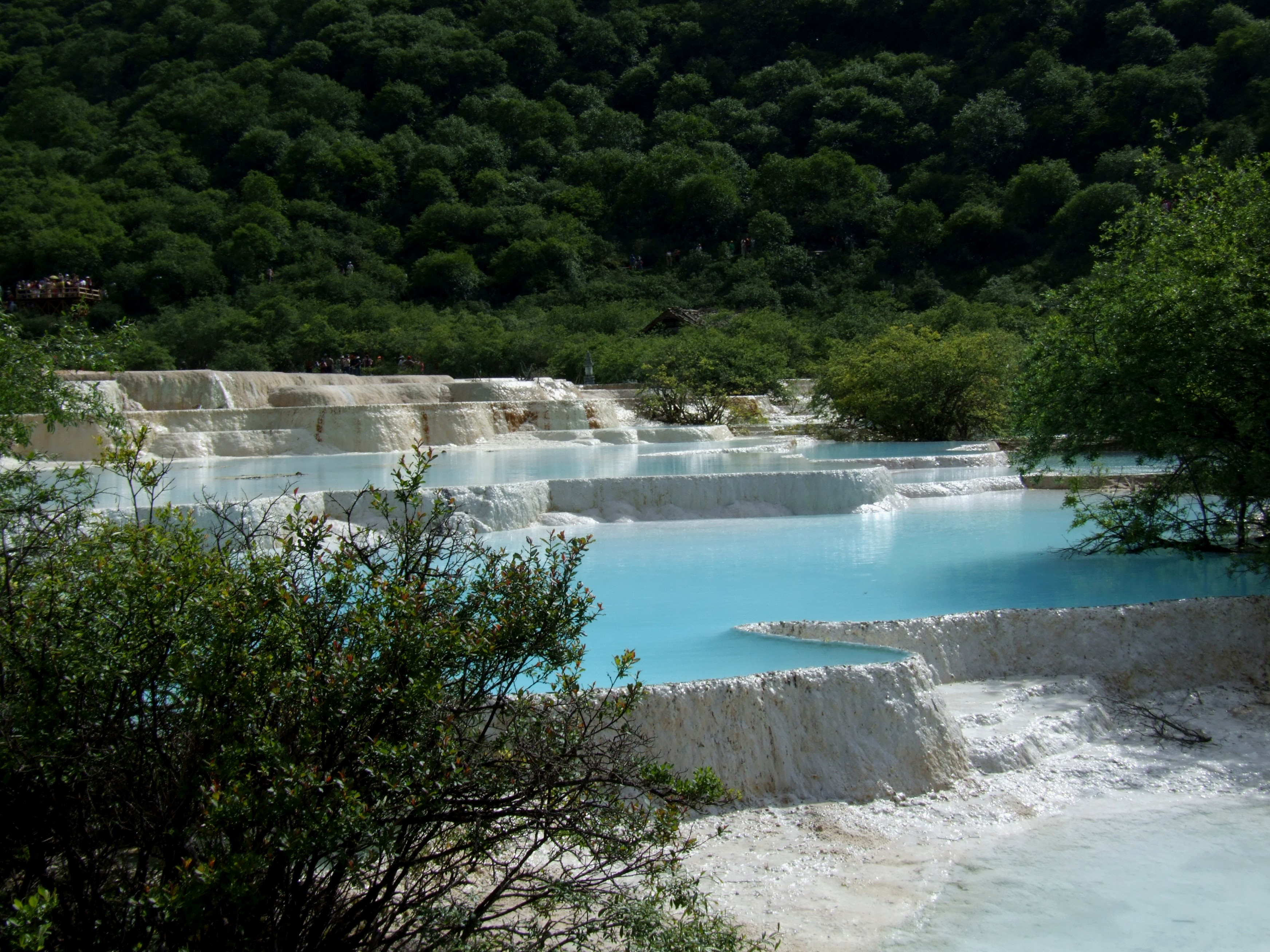
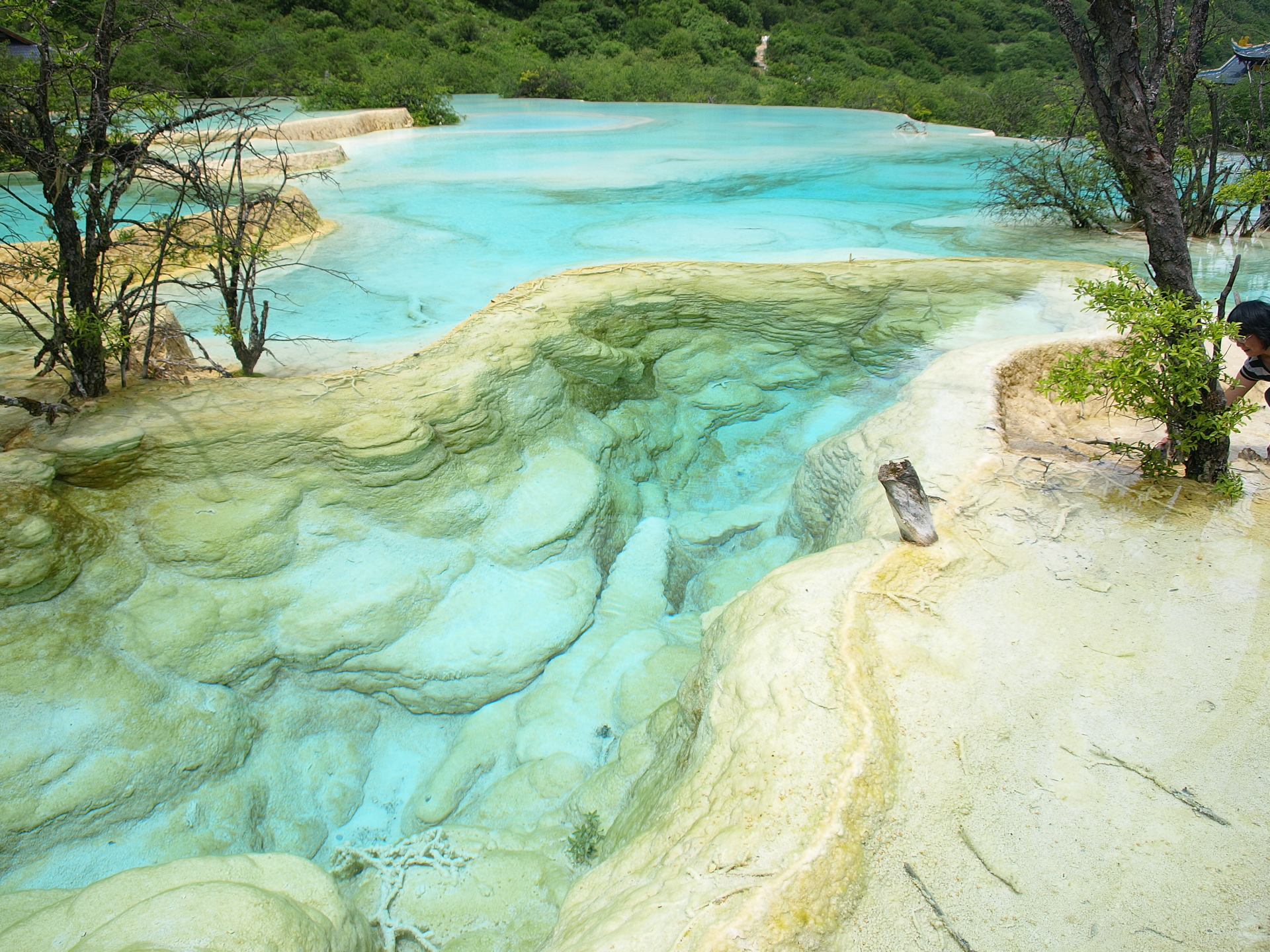